# پرویز پیر
پرویز پیر (زاده ۱۳۱۹ در اصفهان) مترجم ایرانی است.
 او برای ترجمه کتاب قلمرو و مرزهای منطق صوری برگزیدهٔ ششمین دورهٔ کتاب سال ایران شد.